# Эмин, Мкртич
Мкртич (Никита Осипович) Эмин (1815—1890) — арменист и переводчик Российской империи, директор Лазаревского института; тайный советник.

## Биография
Родился 25 ноября (7 декабря) 1815 года в Персии (в Новой Джульфе) в армянской купеческой семье. В детстве жил в Индии; окончил «человеколюбивое училище» в Калькутте.
В 1829—1834 годах учился в Лазаревском институте; затем — на нравственно-политическом отделении философского факультета Московского университета (1834—1838). В 1839 году принял российское подданство. В августе 1838 года был определён старшим учителем армянской словесности в Лазаревском институте.
В мае 1844 года получил должность инспектора и вошёл в состав Совета института; с декабря 1848 года по июнь 1861 года состоял советником Правления.
С июля 1850 по январь 1866 года был профессором армянской словесности Лазаревского института; с 1855 года — директор института.
В марте 1866 года был назначен директором училищ Владимирской губернии, а с июля 1870 года по август 1876 года был директором 5-й московской гимназии. Одновременно, с сентября 1871 года, исправлял должность главноначальствующего Лазаревского института и должность ординарного профессора армянской словесности в Специальных классах института. После смерти жены, в декабре 1881 года вышел в отставку.
Умер 13 (25) декабря 1890 года в Москве. Похоронен на участке № 2 Армянского кладбища в Москве.

## Труды
Ещё студентом Мкртич Эмин начал перевод на русский язык «Истории русской литературы средних веков» А. Ф. Вильмена. Ему принадлежит снабжённый обстоятельными комментариями русский перевод «Истории Армении» Мовсеса Хоренаци (1858; 2 изд. — 1893) и многих других исторических сочинений, а также ряд исследований, посвящённых прошлому Армении и её литературе:
- Очерк религии языческих армян (1864)
- Очерк истории армянской восточной церкви (1864)
- Ваха́гн-Вишапака́х армянской мифологии есть Индра-Vritrahan Риг-Веды: Несколько страниц сравнит. мифологии (1873)
- Армянские надписи в Карсе, Ани и в окрестностях последнего / Перевод Н. О. Эмина (1881)
- Моисей Хоренский и древний эпос армянский (1881)
- Династический список хайкидов в истории Армении Моисея Хоренского и хронологическая их таблица у о. Михаила Чамчеана (1884

и др.
В 1896 году вышел сборник исследований и статей Эмина по армянской мифологии, археологии, истории и истории литературы (Вып. 2 «Этнографического фонда» Никиты Осиповича Эмина при Лазаревском институте восточных языков); в 1897 — переводы и статьи Н. О. Эмина по духовной армянской литературе (Вып. 3).

## Признание
Член Парижского Азиатского общества (с 1851), Общества любителей русской словесности (с 1864), московского общества любителей духовного просвещения (с 1867), московского археологического общества, общества любителей естествознания и др.
В конце мая 1886 года «во внимание к ученым трудам и заслугам по армянской истории и словесности» был избран почётным членом Московского университета.

## Награды
- орден Св. Станислава 2-й ст. с императорской короной (1856)[6]
- орден Св. Анны 2-й ст. с императорской короной (1858)
- бриллиантовый перстень (1859)
- орден Св. Владимира 3-й ст. (1869)
- орден Св. Станислава 1-й ст. (1874)[7]